# Àcid úric
L'àcid úric és un compost orgànic de carboni, nitrogen, oxigen i hidrogen, amb fórmula química C₅H₄N₄O₃.
L'estructura de la molècula és:

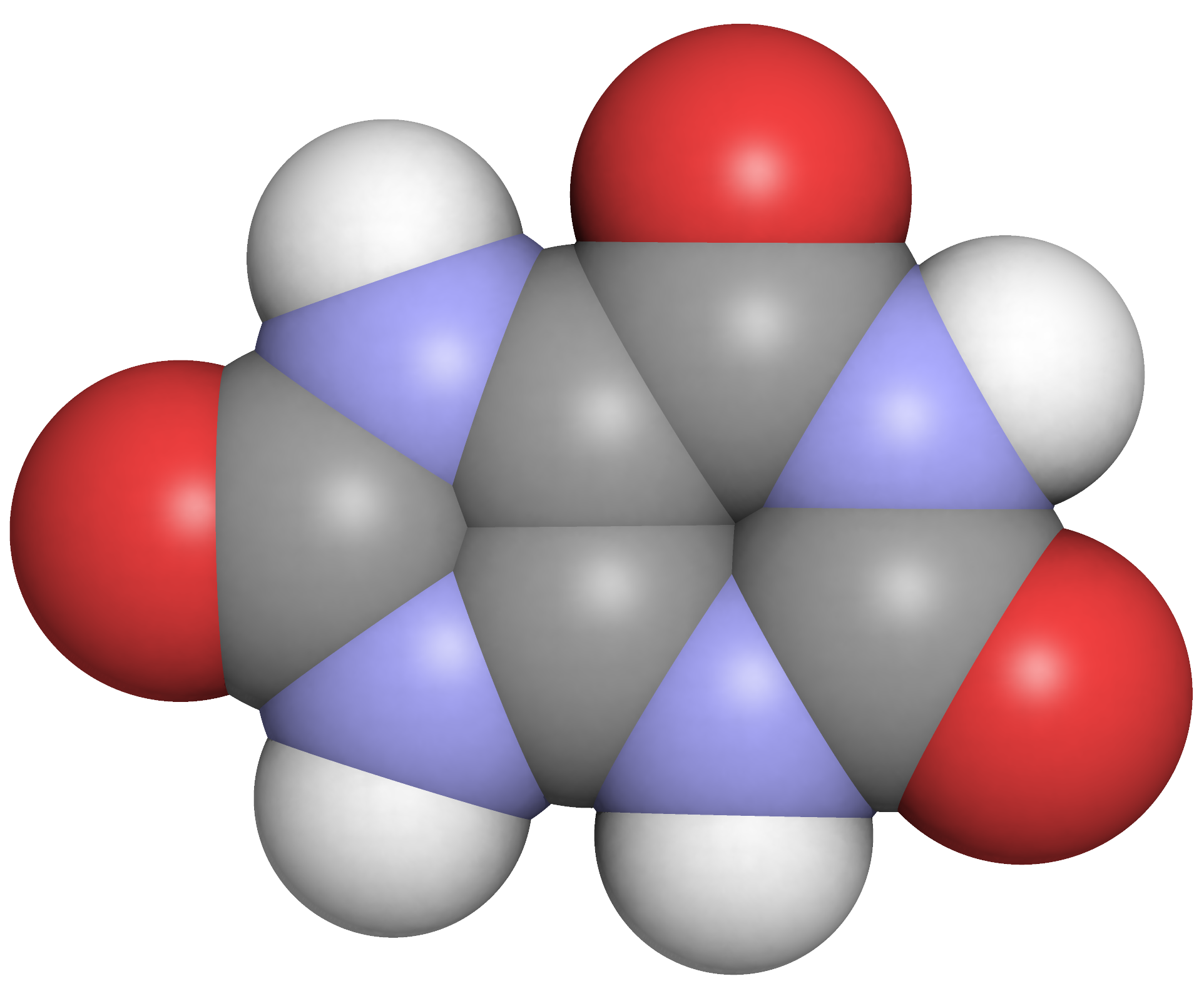
Esquema en 3D de l'àcid úric.

L'àcid úric és un producte de rebuig del metabolisme del nitrogen en els mamífers (el producte de rebuig principal és la urea) i se'n troba a l'orina en petita quantitat, sintetitzat per la mateixa ruta seguida per la síntesi de nucleòtids de purina. En alguns animals com ara aus, rèptils i molts artròpodes és el principal producte de rebuig i l'expulsen barrejat amb la femta; dels animals que excreten majoritàriament àcid úric se'n diu uricotèlics. L'alt contingut de nitrogen de l'àcid úric és el motiu pel qual el guano és tan valuós com a fertilitzant a l'agricultura.
A la sang humana, la concentració normal d'àcid úric és compresa entre 2,5 i 6 mg/dl per a les dones i fins a 7,2 mg/dl per als homes segons l'Associació Mèdica Nord-americana, encara que se'n poden trobar nivells més baixos en els vegetarians.
La gota en els humans està associada a nivells anormals d'àcid úric en el sistema circulatori. La saturació d'àcid úric a la sang pot provocar l'aparició de litiasi o càlculs renals específics quan l'àcid cristal·litza al ronyó. Un percentatge considerable de malalts de gota arriben a tenir càlculs renals de tipus úric. Els nivells d'àcid úric a la saliva poden estar associats amb els nivells d'àcid úric en sang.
L'augment d'àcid úric a la sang no sempre comporta gota. També pot ser senzillament una hiperuricèmia, que pot presentar alguns dels símptomes esmentats anteriorment o pot ser asimptomàtica. Això no obstant, com més augmenta la concentració d'àcid úric a la sang majors són les possibilitats de patir afeccions renals, artrítiques, etc.

## Degradació de purins
Els àcids nucleics ja existents a l'organisme són hidrolitzats per endonucleases i exonucleases, les quals originen mononucleòtids, que al seu torn són degradats a nucleòsids per la fosfomonoesterasa, un enzim que allibera guanosina i adenosina. La degradació d'aquests dos nucleòsids no pot seguir exactament la mateixa via sinó que prèviament l'adenosina ha de ser desaminada per l'adenosina desaminasa per a poder formar inosina, sobre la qual actua el nucleòsid fosforilasa, que la despulla de la ribosa i origina hipoxantina. Aquest enzim actua directament sobre la guanosina tot alliberant guanina.
A partir de la hipoxantina i la guanina es forma un compost anomenat xantina que origina l'àcid úric. Aquests últims dos passos són catalitzats per la xantina oxidasa, la qual conté FAD, molibdè i ferro no hemo), que origina l'àcid úric i després l'urat monosòdic.